# Molí de Fornells
Molí de Fornells és una obra de Pinós (Solsonès) inclosa a l'Inventari del Patrimoni Arquitectònic de Catalunya.

## Descripció
Molí en mal estat de conservació. Es tracta d'una construcció amb diversos cossos annexos, tots construïts amb petits carreus irregulars. El volum principal és de planta rectangular, té planta baixa, dos pisos i coberta a dues aigües. L'accés principal presenta una obertura rectangular adovellada; a la primera planta, les finestres són quadrangulars, mentre que a la segona tenen un arc escarser. Totes les obertures són adovellades i, a més, les de la primera planta (a la façana principal) compten amb un ampit.
A la banda dreta del volum principal hi ha un petit cos adossat de planta rectangular, planta baixa i pis i coberta d'un sol aiguavés. Presenta una obertura rectangular de petites dimensions i un arc escarser adovellat a la façana principal. A la banda esquerra i perpendicular a la façana principal del cos central hi ha un altre volum adossat de grans dimensions i de planta trapezoidal amb tres murs, de manera que el que hauria de constituir la façana principal resta obert.
Hi ha dos murs alts que conflueixen a la façana posterior del cos principal del conjunt i que, originàriament, constituïen la bassa del molí, ara coberta de vegetació. També es conserva l'entrada d'aigua al molí.